# Cena Gustava Mahlera
Evropská cena Gustava Mahlera je české ocenění Ceny Evropské unie udělované jednotlivcům i skupinám za přínos v oblasti umění. Cena byla udělována v letech 2000-2012.

## Předsednictvo Ceny
- Petr Vašíček, předseda
- Gennadij Bazajev, první místopředseda
- Bernard Louis Martin, místopředseda
- Štefan Pelikán, místopředseda
- Ladislav Michálek, člen předsednictva
- Slavomíra Očenášová-Štrbová, člen předsednictva
- Pavel Roith, člen předsednictva

## Ocenění
Seznam držitelů ceny Gustava Mahlera
Rok 2000
- Pavel Eckstein (in memoriam)
- Eva Garajová
- Bohumil Gregor
- Magdaléna Hajóssyová
- Eduard Haken (in memoriam)
- Norbert Heller
- Přemysl Kočí
- Daniil Kramer
- Ivan Kusnjer
- Pavel Kühn
- Biljana Pelićová
- Václav Riedlbauch
- Josef Rybička
- Barbara Slezáková
- Pavel Trnka

Rok 2001
- Český národní symfonický orchestr
- Aurelia Hajeková
- Martina Kociánová
- Ivan Měrka
- Fumiko Nišimacu
- Alexander Shonert
- Jaromír Vogel

Rok 2002
- Marián Lapšanský

Rok 2003
- Jania Aubakirovová
- Elena Dolgikh
- Michal Foršt
- Vjačeslav Grochovskij

Rok 2004
- Gutta Musicae
- Irina Kondratěnková
- Alena Miro Medková
- SIA „Dzintaru koncertzale“

Rok 2005
- Heinrich Siegfried

Rok 2006
- Jelena Ševčenková
- Irina Sidorovová

Rok 2007
- Jakub Novák
- Olga Rogačevová

Rok 2008
- Juraj Filas

Rok 2009
- Igor Kalinauskas
- Ajman Musachodžajevová
- Edita Randová
- Traditional Jazz Studio

Rok 2010
- cena se neudělovala

Rok 2011
- Oliver von Dohnányi

Rok 2012
Od roku 2012 se cena neuděluje.